# Olivier Rey
Olivier Rey (Nantes, 1964) è uno scrittore, filosofo e matematico francese.

## Biografia
Terminata l’École polytechnique, nel 1986, Olivier Rey per breve tempo è ufficiale di marina. Poi entra nella sezione «matematica» del CNRS.
Svolge la sua ricerca sulle equazioni a derivata non lineari, ma, parallelamente, sviluppa una riflessione critica sul ruolo della scienza e dell’impresa scientifica (da lui definita «metafisica») nella società contemporanea. 
Dal 2009 entra a far parte della sezione «filosofia» del CNRS e, attualmente, è anche membro dell'Institut d’histoire et de philosophie des sciences et des techniques (IHPST). Dopo aver insegnato matematica all’École polytechnique, insegna oggi filosofia nel master di filosofia dell’Università Pantheon-Sorbona e nella facoltà di diritto alla Sorbona. 
Frequentemente viene invitato da Alain Finkielkraut a Répliques, trasmissione radiofonica di France Culture.

## Opere

### Romanzi
- Le Bleu du sang, Parigi, Flammarion, 1994
- Après la chute, Parigi, Pierre-Guillaume de Roux éditions, 2014

### Saggi
- Itinéraire de l'égarement. Du rôle de la science dans l'absurdité contemporaine, Parigi, Le Seuil, 2003
- Une folle solitude. Le fantasme de l'homme auto-construit, Parigi, Le Seuil, 2006
- Le Testament de Melville : Penser le bien et le mal avec Billy Budd, Parigi, Gallimard, 2011
- Une question de taille, Parigi, Stock, 2014
- Quand le monde s'est fait nombre, Parigi, Stock, 2016
- Leurre et malheur du transhumanisme, Parigi, Éditions Desclée de Brouwer, 2018
- L’Idolâtrie de la vie, Parigi, Gallimard, 2020
- Gloire et misère de l'image après Jésus-Christ, Parigi, Éditions Conférence, 2020

### Saggi tradotti in italiano
- Itinerario dello smarrimento, Ares, Milano, 2013
- Dismisura, Controcorrente, Napoli, 2014
- L’idolatria della «vita», Società Editrice Fiorentina, Firenze, 2020